# Gesetz zur Neugliederung des Landkreises Herford und der kreisfreien Stadt Herford
Das Gesetz zur Neugliederung des Landkreises Herford und der kreisfreien Stadt Herford wurde am 12. Dezember 1968 verkündet und gliederte die bislang kreisfreie Stadt Herford in den Landkreis (später Kreis) Herford ein und die verbliebenen Gemeinden neu.
Vor der Gebietsreform gab es im Landkreis Herford 57 Städte und Gemeinden. Die Stadt Bünde war amtsfrei, alle anderen Gemeinden waren insgesamt sieben Ämtern unterstellt. Die Stadt Herford selber war – und blieb – Sitz des Kreises, gehörte aber als kreisfreie Stadt nicht zum Kreisgebiet. Das Amt Herford-Hiddenhausen wurde dabei aufgeteilt (in etwa entsprechend den früheren Ämtern Herford und Hiddenhausen), die Stadt Bünde mit dem Amt Ennigloh zusammengeschlossen. Die übrigen Ämter wurden 1:1 in Einheitsgemeinden umgewandelt.
Das neue Kreisgebiet sowie die neuen Gemeindegebiete wurden durch spätere Gesetze kaum berührt, einige wenige Änderungen kamen durch das Bielefeld-Gesetz zustande, unter anderem wurde die Gemeinde Uffeln des Kreises Minden nach Vlotho eingemeindet, wodurch der Kreis Herford nunmehr auch Gebiete rechts der Weser umfasste.

## Kurzbeschreibung

### I. Abschnitt: Gebietsänderungen

#### § 1 Gemeinde Rödinghausen
Das Amt Rödinghausen mit den Gemeinden Bieren, Ostkilver, Rödinghausen, Schwenningdorf und Westkilver wird in eine Einheitsgemeinde Rödinghausen umgewandelt. In diese werden drei Flurstücke der Gemeinde Holsen und eine Flur der Gemeinde Muckum eingegliedert. Die neue Gemeinde ist Rechtsnachfolgerin des aufgelösten Amtes Rödinghausen.

#### § 2 Stadt Bünde
Die Stadt Bünde wird mit den Gemeinden Ahle, Dünne, Ennigloh, Holsen, Hüffen, Hunnebrock, Muckum, Spradow, Südlengern (nur der westliche Teil) und Werfen des Amtes Ennigloh sowie der Gemeinde Bustedt des Amtes Herford-Hiddenhausen zu einer neuen Stadt Bünde vereinigt, diese ist Rechtsnachfolgerin des aufgelösten Amtes Ennigloh.

#### § 3 Gemeinde Kirchlengern
Die Gemeinden Häver, Kirchlengern, Klosterbauerschaft, Quernheim, Stift Quernheim und Rehmerloh des Amtes Kirchlengern sowie Gebiete der Gemeinde Spradow und der östliche Teil der Gemeinde Südlengern werden zu einer neuen amtsfreien Gemeinde Kirchlengern vereinigt, sie ist Rechtsnachfolgerin des Amtes Kirchlengern.

#### § 4 Stadt Löhne
Das Amt Löhne wird aufgelöst. Auf dem Gebiet der dazugehörigen Gemeinden Gohfeld, Löhne, Mennighüffen, Obernbeck und Ulenburg wird eine Stadt Löhne gebildet, welche Rechtsnachfolgerin des Amtes Löhne ist.

#### § 5  Stadt Spenge
Aus den Gemeinden Bardüttingdorf, Hücker-Aschen, Lenzinghausen, Spenge und Wallenbrück des Amtes Spenge wird eine neue Gemeinde Spenge gebildet. Diese erhält das Stadtrecht.

#### § 6 Stadt Enger
Auch das Amt Enger wird aufgelöst, die Stadt Enger und die Gemeinden Belke-Steinbeck, Besenkamp, Dreyen, Herringhausen (nur der westliche Teil), Oldinghausen, Pödinghausen, Siele und Westerenger vereinigen sich zu einer neuen Stadt Enger.

#### § 7 Gemeinde Hiddenhausen
Aus den Gemeinden Eilshausen, Hiddenhausen, Lippinghausen, Oetinghausen, Schweicheln-Bermbeck und Sundern des Amtes Herford-Hiddenhausen wird eine neue Gemeinde Hiddenhausen gebildet. Zu dieser kommen noch drei Fluren der Gemeinde Bustedt (Gut Bustedt) sowie eine Flur der Gemeinde Südlengern. Das Amt Herford-Hiddenhausen, der Feuerlöschverband des Amtes Herford-Hiddenhausen, der Zweckverband Schullandheim des Amtes Herford-Hiddenhausen sowie der Vatertierhaltungsverband für das Amt Herford-Hiddenhausen werden aufgelöst, die neue Gemeinde Hiddenhausen ist Rechtsnachfolgerin dieser Institutionen.

#### § 8 Stadt Vlotho
Die Stadt Vlotho und die Gemeinden Exter und Valdorf schließen sich zu einer neuen Stadt Vlotho zusammen. Das Amt Vlotho wird dadurch aufgelöst.

#### § 9 Eingliederung der kreisfreien Stadt Herford
Die bisher kreisfreie Stadt Herford wird in den Landkreis Herford eingegliedert. Dies hat die Auflösung des Zweckverbandes Kreis- und Stadtkrankenhaus Herford zur Folge, das Klinikum Herford befindet sich nunmehr in alleiniger Trägerschaft des Kreises.

#### § 10 Vergrößerung der Stadt Herford
Die verbliebenen Gemeinden des Amtes Herford-Hiddenhausen werden in die eingekreiste Stadt Herford eingemeindet. Dies sind Diebrock, Eickum, Elverdissen, Falkendiek, Laar, Schwarzenmoor und Stedefreund. Ferner kommt noch der östliche Teil der Gemeinde Herringhausen hinzu.

### II. Abschnitt: Schlußvorschriften

#### § 11 Gebietsänderungsverträge und Bestimmungen
Die Gebietsänderungsverträge zwischen den Gemeinden sowie die Bestimmungen des Oberkreisdirektors werden bestätigt, teilweise mit einigen Maßgaben.

#### § 12 Schulbestimmungen
Dieser Gesetzespunkt wurde in Teilen mittlerweile aufgehoben. Verblieben ist lediglich Absatz 4, nachdem Berufsschulen im Kreisgebiet nunmehr ausschließlich vom Kreis getragen werden, auch in der Stadt Herford, die dortigen Berufsschulen übernimmt der Kreis.

#### § 13 Neuwahlen
Der Herforder Stadtrat und der Kreistag werden aufgelöst und müssen so neu gewählt werden. Die neuen Räte werden dabei für den Rest der Wahlperiode sowie für die darauffolgende Wahlperiode gewählt.

#### § 14 Bestimmungen zum Oberstadtdirektor und zum Oberbürgermeister von Herford
In Herford dürfen der Oberbürgermeister und der Oberstadtdirektor ihre Titel vorübergehend beibehalten.

#### § 15 Amtsgerichte
Die neuen Gemeinden werden den bestehenden Amtsgerichten zugeordnet: Bünde, Kirchlengern und Rödinghausen dem Amtsgericht Bünde, Enger, Hiddenhausen und Spenge dem Amtsgericht Herford, Löhne dem Amtsgericht Bad Oeynhausen und Vlotho dem Amtsgericht Vlotho. Letzteres wurde durch das Bielefeld-Gesetz aufgehoben, seitdem ist auch Vlotho dem Amtsgericht Bad Oeynhausen unterstellt.

#### § 16 Inkrafttreten
Das Gesetz tritt am 1. Januar 1969 in Kraft.